# 宇宙盡頭的餐廳
《宇宙盡頭的餐廳》（英語：The Restaurant at the End of the Universe）是著名英國科幻小說作家道格拉斯·亞當斯所著5本銀河便車指南系列科幻喜劇系列小說中的第二本。此本書的靈感來自於歌曲“Grand Hotel”，由英國搖滾樂的普洛柯哈倫所演唱。

## 故事簡介
地球被渥罡人毀滅後，亞瑟等人逃到了黃金之心，後來又因前銀河總統柴法德的關係被渥罡人追殺。危急之下，柴法德召來他的外公靈魂幫忙，他的外公說柴法德的目標是找出銀河的真正統治者，因此將柴法德帶走。之後柴法德和馬文回到黃金之心，眾人一起到了宇宙盡頭的餐廳，在餐廳他們又偷了一架黑船，怎知那架黑船受到外部的控制衝向太陽，四人透過緊急傳送裝置離開，留下馬文操作，柴法德和崔莉恩傳送到銀河的真正統治者，福特和亞瑟則傳送到二百萬年前的地球。